# Aaron Sidwell
Aaron Michael Sidwell (Maidstone, Kent; 12 de septiembre de 1988) es un actor inglés, conocido por haber interpretado a Michael Dor en la obra Loserville: The Musical y a Steve Beale en la serie EastEnders.

## Biografía
Es buen amigo del cantante Gareth Gates y la actriz Dani Harmer.
El 18 de abril de 2009 se casó con Grace Isted, con quien tiene dos hijas: Matilda Bethany Sidwell (18 de julio de 2009) e Isla Grace Sidwell (18 de enero de 2012). La pareja se separó a principios de 2013. Desde abril de 2013, sale con la actriz Tricia Adele-Turner.

## Carrera
Aaron fue el cantante principal del grupo "The Boston Plan", ahora canta con el grupo "Bitter Conflict".
El 22 de noviembre de 2005, se unió al elenco principal de la serie EastEnders, donde dio vida a Steven Beale hasta el 9 de mayo de 2008. El 27 de mayo de 2016, regresó a la serie En agosto de 2017 se anunció que dejaría la serie ese mismo año. y su última aparición fue el 8 de septiembre de 2017 después de que su personaje muriera luego de sufrir un paro cardíaco en el hospital por las heridas que había sufrido después de que Max Branning lo golpeara fuertemente.
En 2015 apareció como invitado en la serie médica Doctors, donde interpretó a Jack Jamieson. 

## Filmografía

### Series de televisión
| Año                      | Título     | Personaje     | Notas                      |
| ------------------------ | ---------- | ------------- | -------------------------- |
| 2005 - 2008, 2016 - 2017 | EastEnders | Steven Beale  | 234 episodios              |
| 2015                     | Doctors    | Jack Jamieson | episodio "A Proper Copper" |

### Películas
| Año  | Título       | Personaje | Notas                                                                          |
| ---- | ------------ | --------- | ------------------------------------------------------------------------------ |
| 2017 | The Nephilim | Lewis     | junto a Frank Harper, Ryan Philpott, Giles Alderson, Steve Marsh y Sura Dohnke |

### Apariciones
| Año  | Título                 | Personaje   | Notas               |
| ---- | ---------------------- | ----------- | ------------------- |
| 2010 | Almost, but not quite  | Josh Newell | (serie de internet) |
| 2008 | Happy Birthday Brucie! | -           | -                   |

### Teatro
| Año  | Obra                            | Personaje          | Director   | Teatro                  | Notas                                                                 |
| ---- | ------------------------------- | ------------------ | ---------- | ----------------------- | --------------------------------------------------------------------- |
| 2015 | American Idiot                  | Johnny             | -          | Arts Theatre            | junto a Amelia Lily, Robin Mellor y Natasha Kark                      |
| 2014 | Ghost: The Musical              | Carl Bruner        | -          | English Theatre         | -                                                                     |
| 2014 | Romeo and Juliet                | Tybalt             | -          | -                       | -                                                                     |
| 2014 | Cool Rider: Live                | Michael Carrington | -          | Duchess Theatre         | -                                                                     |
| 2013 | Carnaby Street The Musical      | Jack               | Bob Tomson | -                       | junto a Tricia Adele-Turner, Jonny Bower y Verity Rushworth           |
| 2012 | Loserville: The Musical         | Michael Dor        | -          | Garrick Theatre         | junto a Eliza Hope Bennett, Lil' Chris, Daniel Buckley y Gareth Gates |
| 2012 | Children of Eden                | -                  | -          | Prince of Wales Theatre | junto a Gareth Gates y Kerry Ellis                                    |
| 2011 | The Prodigals                   | Lucie Jones        | -          | -                       | -                                                                     |
| 2010 | Aladdin                         | -                  | -          | -                       | -                                                                     |
| -    | Snow White and the Seven Dwarfs | Príncipe           | -          | -                       | -                                                                     |